# Bod
Bod (ang. Baud) – miara określająca prędkość przesyłania zmian medium transmisyjnego (nazwanych symbolami) z wykorzystaniem cyfrowej modulacji sygnału (w przypadku transmisji w paśmie przepustowym – ang. passband) lub kodowania liniowego (w przypadku transmisji w paśmie podstawowym – ang. baseband). Każdy symbol może reprezentować (transportować) jeden lub więcej bitów danych. Bod oznacza się skrótem Bd. Nazwa jednostki pochodzi od nazwiska Émile Baudot – twórcy telegraficznego kodu Baudot.
Przykładowo, prędkość transmisji rzędu 250 Bd oznacza, że w ciągu każdej sekundy sygnał może zmienić się 250 razy, czyli może zostać przesłanych 250 symboli. Jeżeli każdy taki symbol może przyjmować (przenosić) 16 różnych wartości, to zmiana sygnału niesie ze sobą informację o 4 bitach (16=24) i oznacza, że w ciągu jednej sekundy przesłanych może być 1000 bitów, czyli można uzyskać przepustowość kanału transmisyjnego rzędu 1000 b/s.

## Błędne rozumienie
Uwaga: Bod nie powinien być mylony z prędkością transmisji danych (mierzoną w bitach na sekundę), ponieważ każda zmiana sygnału może nieść informację o jednym lub więcej bitach (np. w przypadku modulacji 16-QAM są to 4 bity). Gdy każda zmiana sygnału niesie ze sobą informację tylko o jednym bicie, wtedy liczba bodów jest równa prędkości transmisji danych. Prawdopodobnie mylne rozumienie pojęcia bod wywodzi się z czasów, gdy każda zmiana sygnału niosła informację wyłącznie o 1 bicie. 
Aktualnie powszechnie stosowane są kodowania większej liczby bitów na każdą zmianę sygnału w celu lepszego wykorzystania pasma, a co się z tym wiąże, zwiększenia prędkości transmisji danych. Z tego względu modem przysyłający dane z prędkością 2400 b/s w rzeczywistości może mieć prędkość 1200 Bd, gdy do zakodowania danych została zastosowana kwadraturowa modulacja amplitudy – QAM, która umożliwia zakodowanie 2 bitów, przy każdej zmianie nośnej. Natomiast w przypadku modulacji 256-QAM, wykorzystywanej m.in. w sieciach Wi-Fi w standardzie 802.11ac, przy prędkości transmisji rzędu 100 MBd uzyskuje się przepustowość kanału na poziomie 800 Mb/s (pomijając narzut), gdyż każdy symbol może przyjmować jedną z 256 różnych wartości, więc umożliwia zakodowanie 8 bitów (256=28). 

## Prosty przykład
Dobrym przykładem obrazującym różnicę pomiędzy prędkością wyrażoną w bodach i w bitach na sekundę jest człowiek używający pojedynczej flagi. Może on zmieniać pozycję ręki raz w każdej sekundzie, więc jego prędkość zmian sygnału (bodów) wynosi 1 na sekundę. Flaga może być trzymana w jednej z ośmiu pozycji: do góry, w lewo pod kątem 45° do góry, w lewo, w lewo pod kątem 45° w dół, w dół, w prawo pod kątem 45° w dół, w prawo, w prawo pod kątem 45° w górę. Oznacza to, że każdy sygnał niesie informację o trzech bitach (na trzech bitach można zapisać 8 różnych pozycji flagi), więc prędkość transmisji danych jest równa w tym przypadku 3 bity na sekundę (dla 100 bodów byłoby to 300 bitów na sekundę).

## Wielokrotności
Bod skalowany jest, używając standardowych przedrostków systemu SI tzn.:
- 1 kBd (kilobod) = 1000 Bd
- 1 MBd (megabod) = 1000 kBd
- 1 GBd (gigabod) = 1000 MBd.